# Margherita della notte
Margherita della notte (Marguerite de la nuit) è un film del 1955 diretto da Claude Autant-Lara, tratto dall'omonimo romanzo di Pierre Mac Orlan.
Il film riprende il mito del Dottor Faust, con qualche reminiscenza da L'angelo azzurro di Josef von Sternberg (1930), ambientato negli anni '20.

## Trama
Un diavolo in veste da gentiluomo bazzica intorno ai locali notturni di Parigi in cerca di anime da portarsi all'inferno, con la complicità di una splendida e sensuale cantante della quale si innamora un vecchio professore che, per poter coronare questo sogno d'amore, accetta il patto con il demonio: un contratto con il quale il vecchio insegnante cede l'anima al Maligno in cambio di un ritorno alla giovinezza. Tornato giovane e aitante, l'ex professore corteggia la cantante che a sua volta si innamora di lui. Ma il destino è in agguato: uscito dal locale con la cantante, un altro giovane la importuna e il professore, ormai non più vecchio, interviene. Ne segue un violento alterco, l'altro giovane rimane ucciso e l'ex professore viene condannato all'ergastolo per omicidio. La cantante innamorata si dispera e cerca di convincere il diavolo ad annullare il contratto, offrendo la sua anima in cambio della libertà dell'amato.

## Produzione

### Riprese
Le riprese degli interni furono realizzate negli stabilimenti Franstudio a Saint-Maurice.

## Colonna sonora
- Les Amours oubliées, parole di Jacques Larue e musica di René Cloërec, interpretata da Michèle Arnaud (voce cantante di Michèle Morgan)[1][2].

## Accoglienza

### Critica
(Leo Pestelli, La Stampa, 1 aprile 1956)
(Paolo Mereghetti)